# East Hampshire
East Hampshire ist ein District in der Grafschaft Hampshire in England. Verwaltungssitz ist Petersfield; weitere bedeutende Orte sind Alton, Bentley, Binsted, Catherington, Clanfield und Horndean.
Der Bezirk wurde am 1. April 1974 gebildet und entstand aus der Fusion der Urban Districts Alton und Petersfield sowie der Rural Districts Alton und Petersfield.